# Kupellonura caudoserrata
Kupellonura caudoserrata är en kräftdjursart som beskrevs av Negoescu 1994. Kupellonura caudoserrata ingår i släktet Kupellonura och familjen Hyssuridae. Inga underarter finns listade i Catalogue of Life.